# Filmfare Award/Beste visuelle Effekte
Der Filmfare Best Special Effects Award wird vom Filmfare-Magazin verliehen und ist eine Preiskategorie der jährlichen Filmfare Awards für Hindi-Filme. Der Preis für die besten visuelle Effekte wird seit 2007 vergeben.
Liste der Preisträger und der Filme, für die sie gewonnen haben:
| Jahr | Gewinner                   | Film            |
| ---- | -------------------------- | --------------- |
| 2007 | Sham Kaushal               | Krrish          |
| 2008 | Red Chillies VFX           | Om Shanti Om    |
| 2009 | Weta Workshop und John Cox | Love Story 2050 |
| 2010 | Govardhan Vigraham         | Kaminey         |